# Брадавица
Брадавица е малък, груб израстък, обикновено на ръцете или ходилата, който наподобява карфиол или твърд мехур. Брадавиците са често срещани и се предизвикват от вирусна инфекция, в частност от човешки папилома вирус (HPV), и са заразни при контакт с кожата на друг човек. Възможно е да се придобие брадавица при използване на кърпа или друг предмет или да се появи вследствие отслабната имунна система. Обикновено тя изчезва след няколко месеца, но може да остане години или да се появи отново. За някои папилома вируси се знае, че предизвикват рак на шиийката на матката.
Съществуват различни видове брадавици. Така нареченият „кокоши трън“ често засяга стъпалата, докато гениталните брадавици се предават по полов път.
Лечението най-често включва прилагането на салицилова киселина или криотерапия върху засегнатия участък от кожата. При здравите хора, брадавиците обикновено не представляват особен проблем.
- Две вирусни брадавици на средния пръст, лекувани със смес от киселини (като салицилова киселина).
- Микрофотография на обикновена брадавица.